# سورن مادسن
سورن مادسن (انگلیسی: Søren Madsen؛ زادهٔ ۳۱ مهٔ ۱۹۷۶) قایقران روئینگ اهل دانمارک است.